# Perdita pretiosa
Perdita pretiosa är en biart som beskrevs av Timberlake 1980. Perdita pretiosa ingår i släktet Perdita och familjen grävbin. Inga underarter finns listade i Catalogue of Life.